# Зелена книга

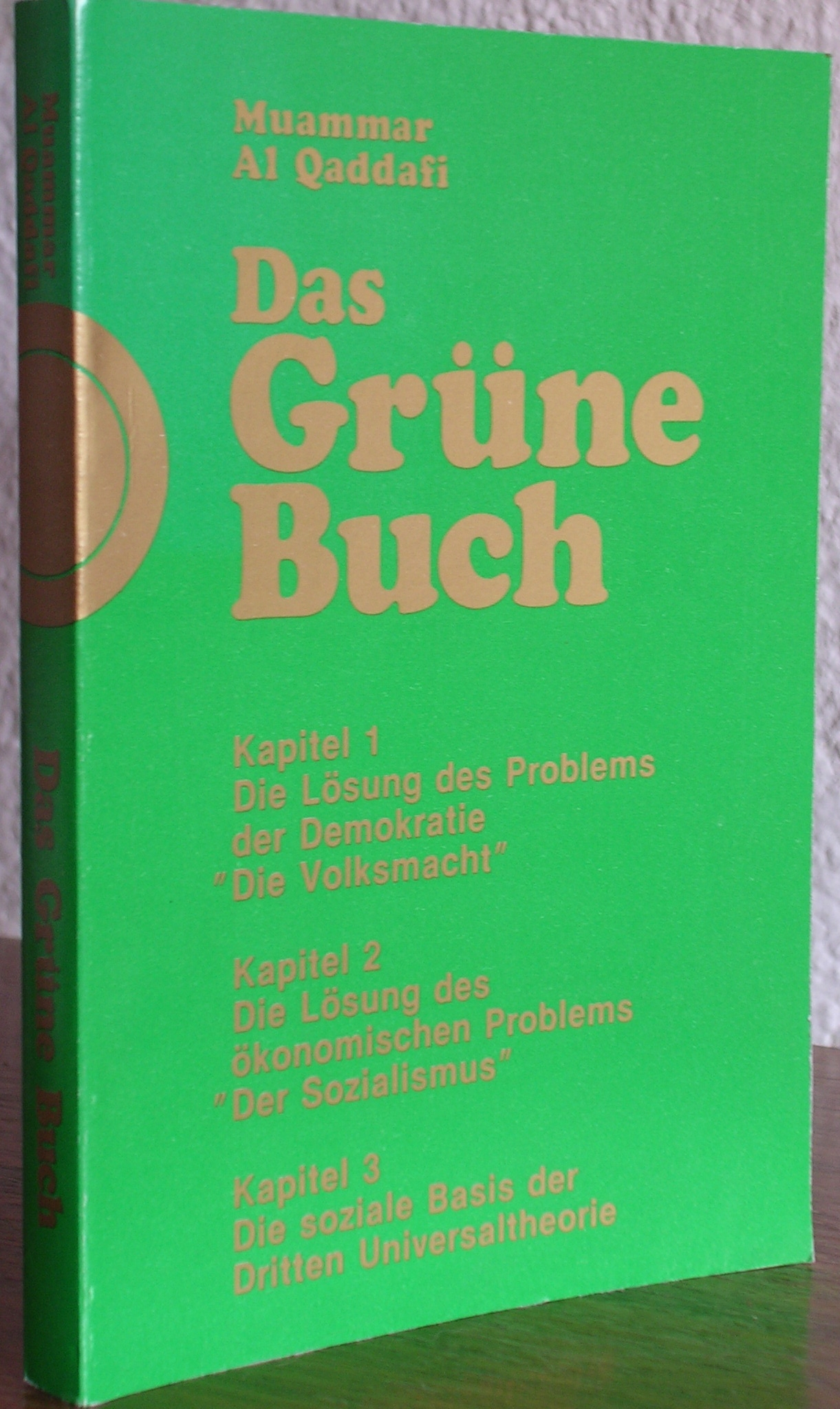
Німецьке видання «Зеленої книги»

Зелена книга (араб. الكتاب الأخضر, al-Kitāb al-Aḫḍar) — назва книги Муаммара Каддафі, багаторічного лівійського політичного лідера, виданої вперше 1975 року.
В книжці викладено оригінальну політичну філософію Каддафі та його погляди на демократію. Вона відкидає сучасне ліберальне розуміння демократії, натомість пропонуючи систему народних комітетів. Відмінності між цима поняттями доволі складні для розуміння. Найголовнішим є відкидання кількісного критерію (вибори більшістю голосів) на користь висунення послідовною ієрархією общин найкращих представників для вирішення суспільних питань.
На практиці система комітетів служила зміцненню його авторитарного правління. У відповідності до запропонованої в «Зеленій книзі» концепції сам Каддафі не займав офіційної посади голови держави, ставши Лідером Революції, усунення якого було неможливе шляхом розкритикованого кількісного способу голосування.
В книзі відкинуто як капіталізм, так і комунізм, а рішенням запропоновано третій шлях, що є поєднанням арабського націоналізму та ісламського соціалізму, в основі якого засадничі приписи Корану.